# Карики
Карики — деревня в Ковровском районе Владимирской области России, входит в состав Клязьминского сельского поселения.

## География
Деревня расположена в 12 км на юго-восток от центра поселения села Клязьминский Городок и в 27 км на северо-восток от райцентра города Ковров.

## История
В конце XIX — начале XX века деревня входила в состав Санниковской волости Ковровского уезда, с 1926 года — в составе Осиповской волости. В 1859 году в деревне числилось 33 двора, в 1905 году — 34 двора, в 1926 году — 46 дворов.
С 1929 года деревня входила в состав Санниковского сельсовета Ковровского района, с 2005 года — в составе Клязьминского сельского поселения.

## Население
| 1859 | 1905 | 1926 | 2002 | 2010 | 2021 |
| ---- | ---- | ---- | ---- | ---- | ---- |
| 251  | ↘142 | ↗243 | ↘55  | ↘48  | ↗61  |